# Monterrey (ort i Colombia, Casanare, lat 4,87, long -72,90)
Monterrey är en ort i Colombia.   Den ligger i departementet Casanare, i den centrala delen av landet, 130 km öster om huvudstaden Bogotá. Monterrey ligger 435 meter över havet och antalet invånare är 7 759.
Terrängen runt Monterrey är varierad. Runt Monterrey är det glesbefolkat, med 15 invånare per kvadratkilometer. Monterrey är det största samhället i trakten. Omgivningarna runt Monterrey är huvudsakligen savann.